# استان سانتیاگو، جمهوری دومینیکن
استان سانتیاگو (به لاتین: Santiago Province) یک استان در جمهوری دومینیکن است.
مساحت این استان ۲٫۸۰۶٫۲۹ کیلومتر مربع و جمعیت آن در سال ۲۰۱۴ میلادی ۱٬۵۰۳٬۳۶۲ نفر می‌باشد.